# Emanuel Senft
Emanuel Senft (* 3. Juli 1870 in Chotěboř, Böhmen; † 22. Juli 1922 in Prag, Tschechoslowakei) war ein österreichischer und tschechischer Pharmazeut.

## Leben
Der Apothekerssohn besuchte die Gymnasien in Deutschbrod und Czaslau. Ab 1886 arbeitete er zunächst in der Apotheke seines Vaters. 1889 nahm Senft ein Studium der Pharmazie an der Prager Karls-Universität auf, das er 1891 als Magister der Pharmazie abschloss. Nach Tätigkeiten als Pharmazeut in Böhmen und Mähren wurde er 1906 Medikamentenberater in Budapest. Daneben studierte Senft vier Semester Philosophie an der Universität Wien. 1909 wechselte er als Privatassistent von Florian Kratschmer von Forstburg an das Chemische Laboratorium des Militärärztlichen Sanitätskomitees in Wien. In dieser Zeit wirkte er als Dozent an der Militärärztlichen Applikationsschule und gab Rezepturkurse. Noch im Jahre 1909 ließ er sich nach Prag versetzen, wo er im Jahre darauf zum Landeskonsulenten für Arzneipflanzenkulturen in Böhmen ernannt wurde. Ab 1911 wirkte Senft als Dozent für Technik an der Karls-Universität und wurde in das Komitee für staatliche Förderung der Arzneipflanzenkultur in Österreich berufen. 1913 wurde er Oberinspektor der Landwirtschaftlich-chemischen Versuchsanstalt Wien.
Zugleich leitete er bis 1918 die Staatlichen Arzneipflanzenkulturen in Korneuburg und war Mitglied der Medikamentenzentralstelle. Zwischenzeitlich wirkte Senft während des Ersten Weltkrieges in Prag als Medikamentenoberoffizial in Prag. Nach der Gründung der Tschechoslowakei wechselte er als Regierungsrat in das tschechoslowakische Gesundheitsministerium. 1920 wurde er im Range eines Ministerialrates wegen einer Erkrankung vom Dienst beurlaubt.

## Wirken
Senft führte Untersuchungen zur Akklimatisierung von Soja und
Hydrastis durch und beschäftigte sich insbesondere mit dem Anbau von Arzneipflanzen. Er war 1897 in Prag an der 2. Internationalen Pharmazeutischen Ausstellung beteiligt, ebenso 1913 in Wien an 3. Internationalen Pharmazeutischen Ausstellung. Seine Forschungsergebnisse, die über die Pharmazie hinaus auch Themen der Chemie, Botanik, Lichenologie, Pharmakognosie und medizinischen Diagnostik betrafen, veröffentlichte er in etwa 100 Schriften.

## Publikationen
- mit Florian Kratschmer: Mikroskopische und mikrochemische Untersuchung der Harnsedimente. 1901–1909, 3. Auflage, urn:nbn:de:hbz:061:2-20383.
- Praktikum der Harnanalyse. 1903
- Aus dem chemischen Laboratorium des k.u.k. Militärsanitätskomitee. 1905.
- Über eigentümliche Gebilde in dem Thallus der Flechte Physma dalmaticum. 1907.
- Taschenbuch für praktische Untersuchungen der wichtigsten Nahrungs- und Genußmittel. Nach den von Florian Ritter Kratschmer von Forstburg in der militärärztlichen Applikationsschule gehaltenen Vorträgen zusammengestellt. 3. Auflage, 1919.